# Битка при Калиакра
Битката при нос Калиакра е последната морска битка от Руско-турската война от 1787-1792 г. Тя се провежда на 11 август 1791 г. близо до бреговете на днешна Северна България в Черно море. Никоя от страните не губи кораб, но османците след това напускат към Константинопол.
Руският флот, който е под ръководството на Фьодор Ушаков и се състои от 15 линейни кораба и 2 фрегати (990 оръдия) и някои малки кораба, отплава от Севастопол на 8 август. Към обяд на 11 август срещат османско-алжирската флота под ръководството на Хюсеин паша. Тя се състои от 18 линейни кораба и 17 фрегати (1500 – 1600 оръдия) и няколко по-малки кораби на котва на юг от нос Калиакра. Флотата на Ушаков плава в 3 колони на североизток между османската флота и носа въпреки наличието на няколко оръдия там.
Саид Али, командващият алжирските кораби, изтегля котвата и отплава на изток, последван от Хюсеин паша с 18 кораба. Руснаците тогава се обръщат на юг по курс изток-юг-изток и построени в линия. Саид Али на предната линия се опитва да измами авангарда на руснаците, но Ушаков го атакува, когато останалата част от руската флота наближава. Това става в 16:45 ч. Постепенно турците се обръщат на юг и, когато спусналата се нощ слага край на битката в 20:30, те напускат към Конснтантинопол.
Руските загуби са 17 убити и 28 ранени, а корабът „Св. Александър Невски“ е повреден.
Маневрите, използвани от Ушаков в битката при нос Калиакра, впоследствие са успешно използвани от британския вицеадмирал Хорацио Нелсън в битката при Нил (1798) и битката при Трафалгар (1805).

## Участвали кораби

### Руски
1. Рождество Христово, 84 (контраадмирал Ушаков)
2. Йоан Предтеча, 74
3. Мария Магдалена, 66 (бригадир Голенкин)
4. Св. Владимир, 66
5. Св. Павел, 66
6. Преображение Господне, 66
7. Св. Георги Победоносец, 50
8. Св. Александър Невски, 50
9. Св. Андрей Първозвани, 50
10. Св. Йоан Богослов, 46
11. Св. Петър, 46
12. Цар Константин, 46
13. Теодор Стратилат, 46
14. Св. Леонтий, 66
15. Възнесение Господне, 46, навархия
16. Св. Николай, 50
17. Св. Нестор, 44
18. Св. Марк, 36, макрополеа

Други:
- Рождество Богородично, бомбардирски кораб
- Св. Йероним, бомбардирски кораб
- Фанагория, 40
- Панагия Апотуменгана, 14, капер
- 16 капера

### Османци/Алжир/Триполи (Хюсеин паша)
- 18 бойни кораба
- 10 големи фрегати
- 7 малки фрегати
- 43 малки кораба